# Lamba (Est)
Pour les articles homonymes, voir Lamba.
Lamba est un village du Cameroun situé dans le département du Haut-Nyong et la région de l'Est.
Il fait partie de la commune de Nguelemendouka.

## Population
Lors du recensement de 2005, Lamba comptait 361 habitants.
Selon le Plan Communal de Développement de Nguelemendouka (2012), la population locale était de 558 personnes.

## Développement
Selon le Plan Communal de Développement de Nguelemendouka (2012), plusieurs mesures ont été envisagées pour le développement de Lamba :
- construction et affectation du personnel dans les différents postes agricoles ;
- construction et équipement d'infrastructures dans l'école primaire de Lamba ;
- construction d'une pépinière agricole (cacao, café, banane/plantain) ;
- réhabilitation d'un point d’eau dans le village ;
- extension du réseau électrique ;
- aménagement et ouverture de l’accès au site minier de Lamba (sable).